# Dina Taïwé Kolyang
Dina Taïwé Kolyang (né en 1965 à Garoua dans le département du Mayo-Kani) est un écrivain camerounais et enseignant chercheur à l'université de Maroua. Il est marié et père.

## Biographie
Parti du Cameroun à l'âge de 23 ans après l'obtention de son baccalauréat au Lycée Classique de Maroua, Kolyang va poursuivre ses études en Allemagne. Il s'inscrit à l’Université technique de Berlin où il entame des études en Informatique. Après l'obtention de son diplôme, il continue son cursus académique comme doctorant à l’Université de Brême où il soutient quelques années plus tard un doctorat en sciences de l’ingénieur, option informatique, 1997.
En 1999, il retourne au Cameroun et entame une carrière d'enseignant chercheur à l’Université de Ngaoundéré, puis à l'université de Maroua. Le 31 décembre 2009, il est nommé directeur de l'École nationale supérieure polytechnique de Maroua anciennement appelée Institut supérieur du Sahel,. Il y est alors directeur de 2010 à 2015. Le 15 octobre 2015, il est nommé ambassadeur de la recherche par l'université de Brême.

## Œuvres littéraires

### Poésie
- Les Amours oubliées, Yaoundé, D&L[10]
- Pulsations, Paris, L'Harmattan, 2010[11]
- (de) … dann ist das Herz verwundet, eine Begegnung der Kulturen, Brême, Atlantik, 1997[10]
- Le Sahel : ses femmes et ses puits, Yaoundé, Éditions CLE, 1996[10]

### Roman
- L'Acte de naissance, Yaoundé, Éditions CLE, 2015[10]
- Les Condamnés à mort, Yaoundé, Éditions CLE, 2015[10]
- Le Cueilleur de femmes, Yaoundé, AiES Editions, 2014[10]
- Maïye, Yaoundé, CLE, 2010[10]
- Une vie de peu, Yaoundé, Éditions CLE, 2010[10]
- Wanré le ressuscité, Paris, L'Harmattan, 2008[11]
- Le Mur de Berlin m'a rendu polygame, Ka'arang, Guider, 1999

### Essai
- La Rupture ou les déboires d'une conversion, Paris, L'Harmattan, 2012[10]
- Parlons tpuri, L'Harmattan, 2010[10]
- Orature et littéralité, une perspective africaine, Berlin, LIT, 2008[10]
- Anthologie des Écrivains du Nord-Cameroun, Ngaoundéré, Ka'arang, 2002, 154 p., co-auteur: Clément Dili Palaï[10]
- Pleurs sans larmes, La Pensée Universelle, Paris, 1994[10]

## Œuvres scientifiques et cours
- Information and Communcation Technology in Cameroon, Contributions of Second hand Computers to Development, Aachen, Shaker Verlag, 2013, 185 p.[10].
- Les Technologies de l'Information et de la Communication dans l'enseignement : l'exemple camerounais, Yaoundé, Éditions CLE, 2013, 380 p., avec Fleur Nadine Mvondo Mvondo[10].
- HOL-Z: An Integrated Formal Development Environment for Z in Isabelle/HOL, Shaker Verlag, 1998, 120 p.[10].
- Informatique de gestion, une approche pratique, Édition CLE, 220 p.[10].